# Lying Down
Lying Down es una canción grabada por la cantante canadiense Céline Dion para su duodécimo álbum de estudio en inglés, Courage (2019). Fue escrita por David Guetta, Sia y Giorgio Tuinfort, y producida por Guetta y Tuinfort. "Lying Down" se lanzó como descarga digital el 18 de septiembre de 2019. El mismo día, Dion se embarcó en el Courage World Tour. El video musical de la canción también fue filmado. "Lying Down" entró en varias listas y recibió críticas positivas de críticos de música. El 19 de octubre de 2019, "Lying Down" se agregó a la lista A en la lista de reproducción de la BBC Radio 2 en el Reino Unido y se convirtió en el récord de la semana.

## Antecedentes y lanzamiento
"Lying Down" fue escrita por la cantante y compositora australiana Sia , el productor y DJ francés David Guetta , y el músico holandés surinamés Giorgio Tuinfort, y producida por Guetta y Tuinfort. Junto con las canciones "Imperfections" y "Courage", fue lanzado como una descarga digital el 18 de septiembre de 2019, el día en que Dion comenzó su Courage World Tour, promocionando el próximo álbum Courage. "Lying Down" es una balada electrónica cargada de cuerdas, que fomenta una mentalidad fresca después de una relación tóxica. Anteriormente, Sia coescribió para Dion su sencillo de 2013, "Loved Me Back to Life". El 19 de octubre de 2019, Lying Down "se agregó a la lista A en la lista de reproducción de la BBC Radio 2 en el Reino Unido y se convirtió en el récord de la semana.

## Recepción de la crítica
La canción recibió críticas críticas positivas. Según A Bit of Pop Music, "Lying Down" es una balada pop moderna, en la que el estilo de Sia se adapta a la voz de Dion y la hace sonar contemporánea. En ésta "melodía poderosa", la acumulación es "bombástica" y las voces son "más grandes que la vida". Mike Wass de Idolator describió a "Lying Down" como una electro-balada en alza, acerca de tirar el equipaje que viene junto con una relación tóxica. Llamó a la producción "helada", lo que sugiere que Dion va a empujar los límites sónicos en Courage.